# Rhopalophthalmus murudana
Rhopalophthalmus murudana is een aasgarnalensoort uit de familie van de Mysidae. De wetenschappelijke naam van de soort is voor het eerst geldig gepubliceerd in 2006 door Panampunnayil & Biju.